# Lutz Gode
Lutz Gode (* 20. September 1940 in Beuthen) ist ein deutscher Maler und Grafiker.

## Leben und Werk
Lutz Godes Eltern kamen mit ihm 1945 als Flüchtlinge nach Zwickau. Dort besuchte er bis zum Abschluss der 10. Klasse 1956 die Oberschule und legte seine Mittlere Reife ab. Von 1956 bis 1959 studierte er bei Otto Griebel, Rolf Krause und Franz Tippe an der Arbeiter- und Bauernfakultät für bildende Kunst in Dresden, wo er das Abitur machte.
Danach arbeitete er bis 1960 als Gießer im Transformatoren- und Röntgenwerk Dresden VEB. Von 1960 bis 1965 studierte Lutz Gode bei Alfred Hesse, Heinz Lohmar und Gerhard Kettner an der Hochschule für Bildende Künste Dresden. Sein Diplom erwarb er im Fach Wandmalerei. Von 1965 bis 2004 hatte Gode eine Lehrstelle für künstlerisches Gestalten im Bereich Kunsterziehung an der Pädagogischen Hochschule Erfurt bzw. Universität Erfurt inne.
Lutz Gode hatte in der DDR und im wiedervereinigten Deutschland eine bedeutende Anzahl von Einzelausstellungen und Ausstellungsbeteiligungen. U. a. war er 1977/1978 auf der VIII. Kunstausstellung der DDR vertreten. In der DDR war Gode, u. a. mit großformatigen Wandgemälden, ein typischer Vertreter des sozialistischen Realismus. Danach veränderten sich Motivik und Stilistik.
Der Kunstwissenschaftler Edwin Kratschmer bezeichnet Gode als Neoexpressionisten. Godes Œuvre ist sehr umfangreich. Es beinhaltete Malerei, Druckgrafik, Zeichnung und Plastik, darunter viele Aktdarstellungen.

## Mitgliedschaften
- 1968–1991: Verband Bildender Künstler der DDR
- 1991–2000: Verband Bildender Künstler Thüringen e.V.

## Rezeption
Gode „zählt zu den herausragenden Künstlern in Thüringen. Er schafft fulminante expressive und zugleich hochsensible Porträts und Figurenbilder, die sich als Charakterbilder unserer Zeit erweisen. Gode arbeitet mit picassoresken Verzeichnungen und Formzerstückelungen.“

## Werke (Auswahl)

### Wandgemälde (Auswahl)
- Studenten in der Galerie (1966; im Foyer des Hörsaals 3 der Universität Erfurt)[3]
- Die vier Hauptsportarten des Leistungszentrums: Schwimmen, Radfahren, Eisschnelllauf, Leichtathletik (Acryl auf Gipsputz; 1975; im damaligen Speisesaal des SC Turbine Erfurt)

### Tafelbilder (Auswahl)
- Berufsfindung (Öl; 1971)[4]
- Saalebrücke (Öl, 1972; im Bestand des Angermuseums Erfurt)[5]
- Zitat nach Picasso: Dora Maar (Mischtechnik, 2008)[6]
- Das Narrenschiff – eine Lasterparade (Großformat, Mischtechnik; 2010)[6]

## Einzelausstellungen (Auswahl)
- 1985: Rudolstadt, Kleine Galerie „Heinrich Cotta“ (Farbige Zeichnungen)
- 2010: Arnstadt, Kunsthalle
- 2017: Bad Tabarz, Galerie Ringelnatz
- 2017/2018: Suhl, Städtische Galerie im Congress Centrum Suhl (CCS)
- 2018: Bad Tabarz, Galerie Ringelnatz („Lebensernst und Kunstspiele“)
- 2019: Judenbach (Einheitsgemeinde Föritztal) Ali Kurt Baumgarten-Museum („Intuition und Kunstspiel“)
- 2020: Erfurt, Haus Dacheröden („Ein Totentanz und Bräuteglanz“; zum 80. Geburtstag)
- 2020: Erfurt, Galerie am Hirschgarten
- 2020: Saalfeld, Saalegalerie („80 Werke für 80 Jahre“)

## Publikationen
- B & A. Bewunderung und Akzeptanz. Eigenverlag, 2010, ISBN 978-3-8423-8216-9.